# أسويلير
أسويلير (بالفرنسية: Asswiller) هي بلدية فرنسية تقع في إقليم الراين الأسفل من منطقة ألزاس في شمال شرق فرنسا. تبلغ مساحة هذه المدينة 6.02 (كم²)، يبلغ عدد سكانها 282 نسمة حسب إحصاء المعهد الوطني للإحصاء والدراسات الاقتصادية سنة 2009 م. وترأس Norbert Stammler البلدية خلال فترة (2008 - 2014).

## معرض صور

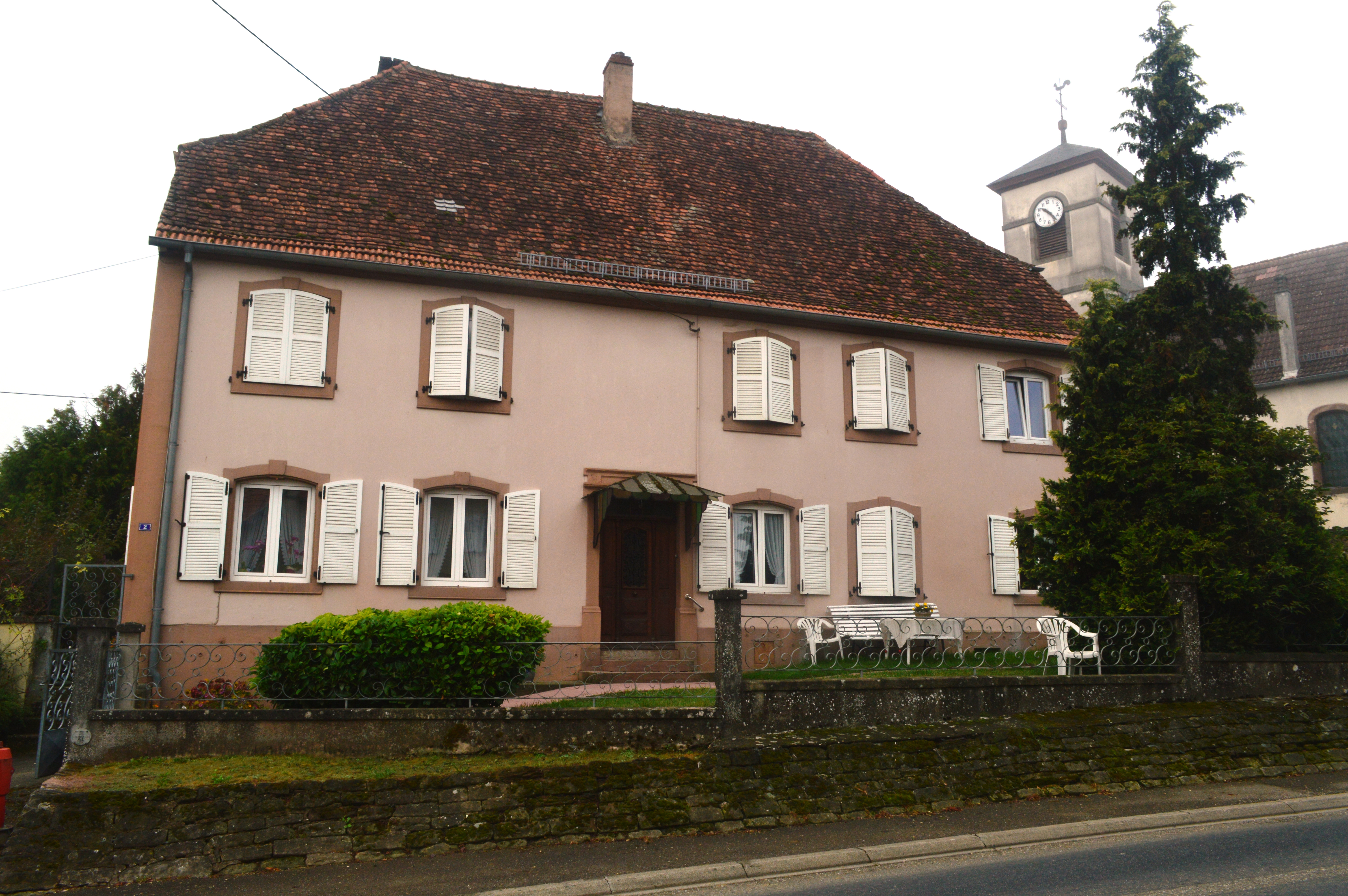
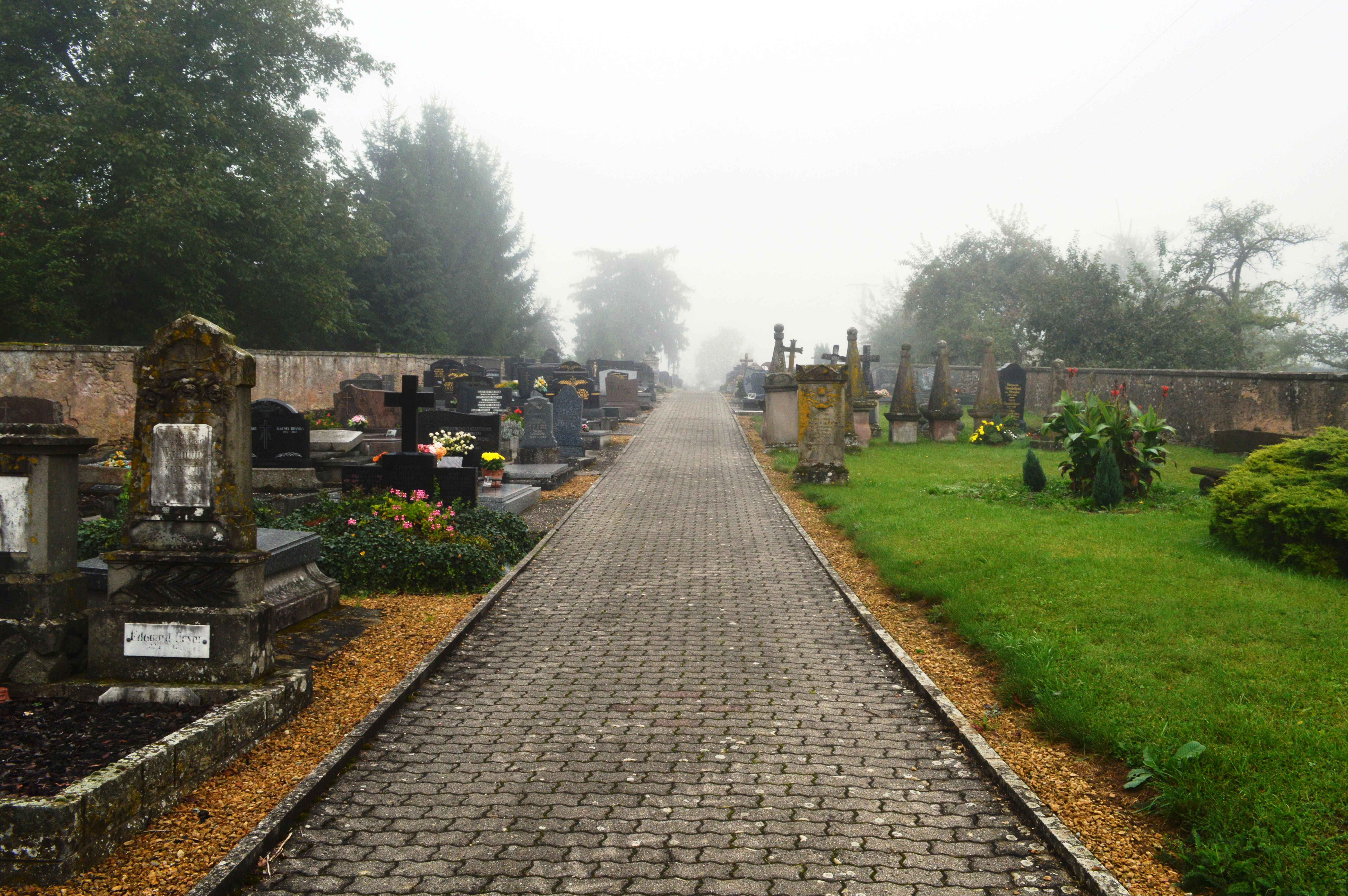
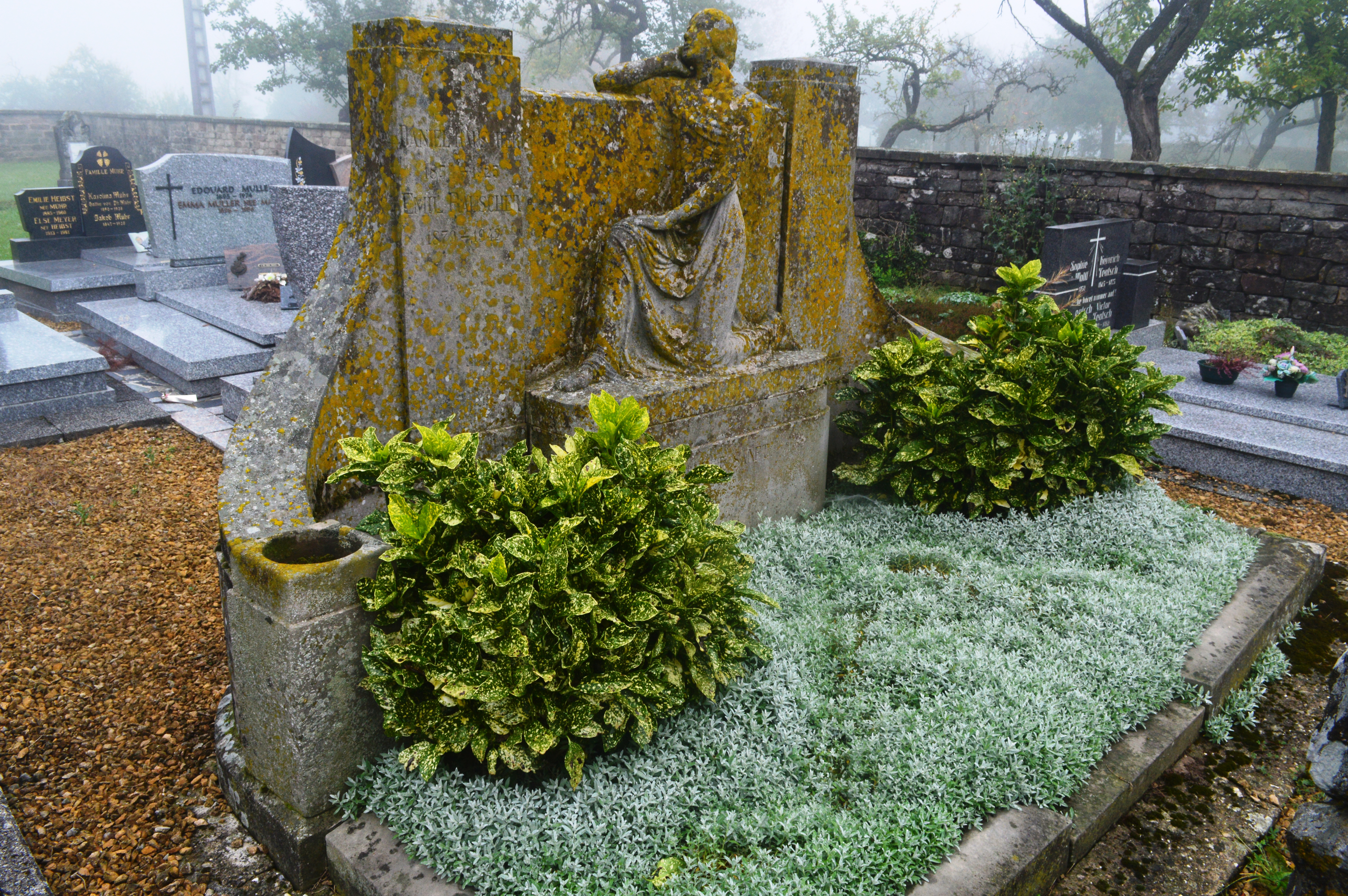
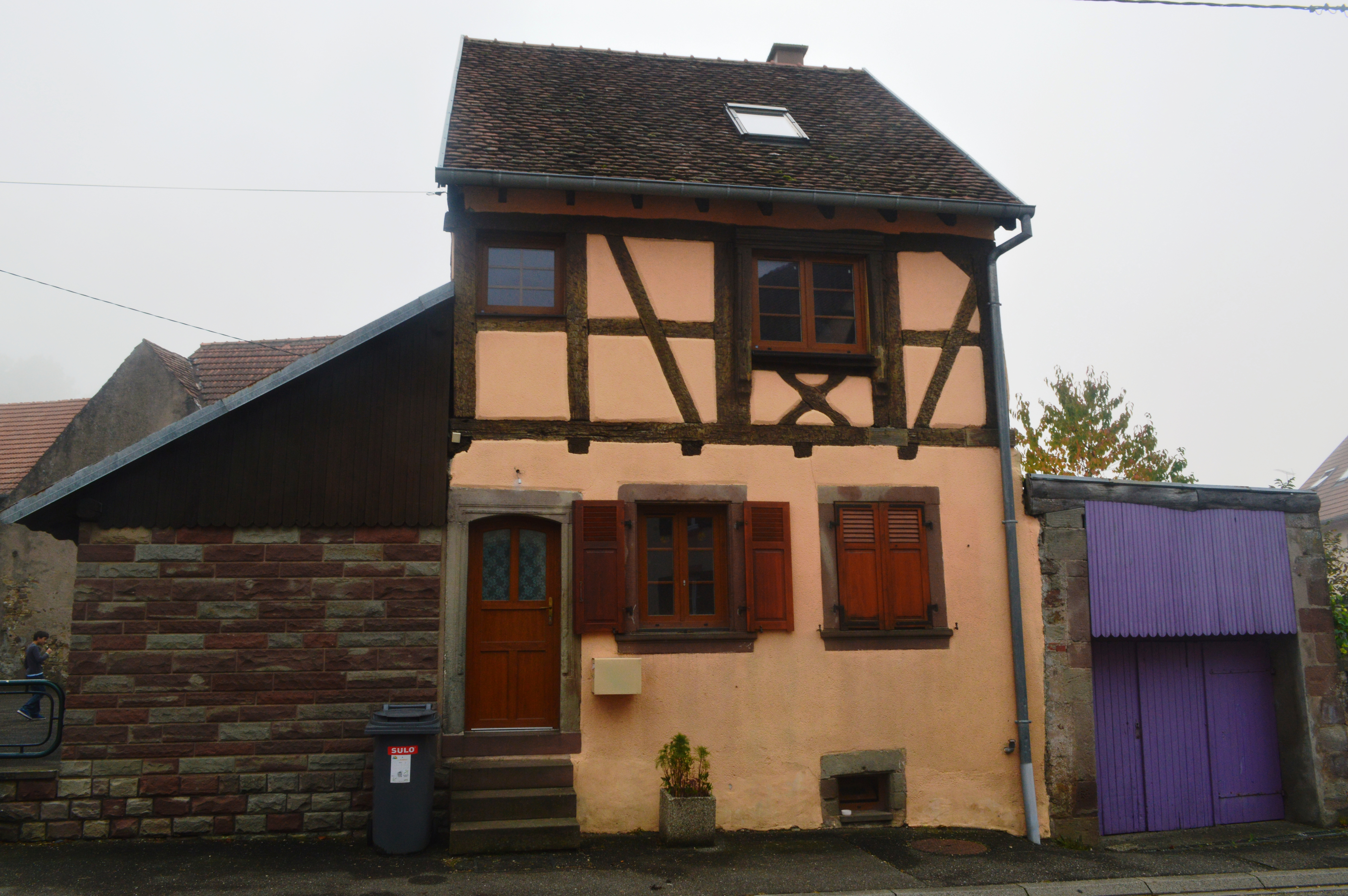
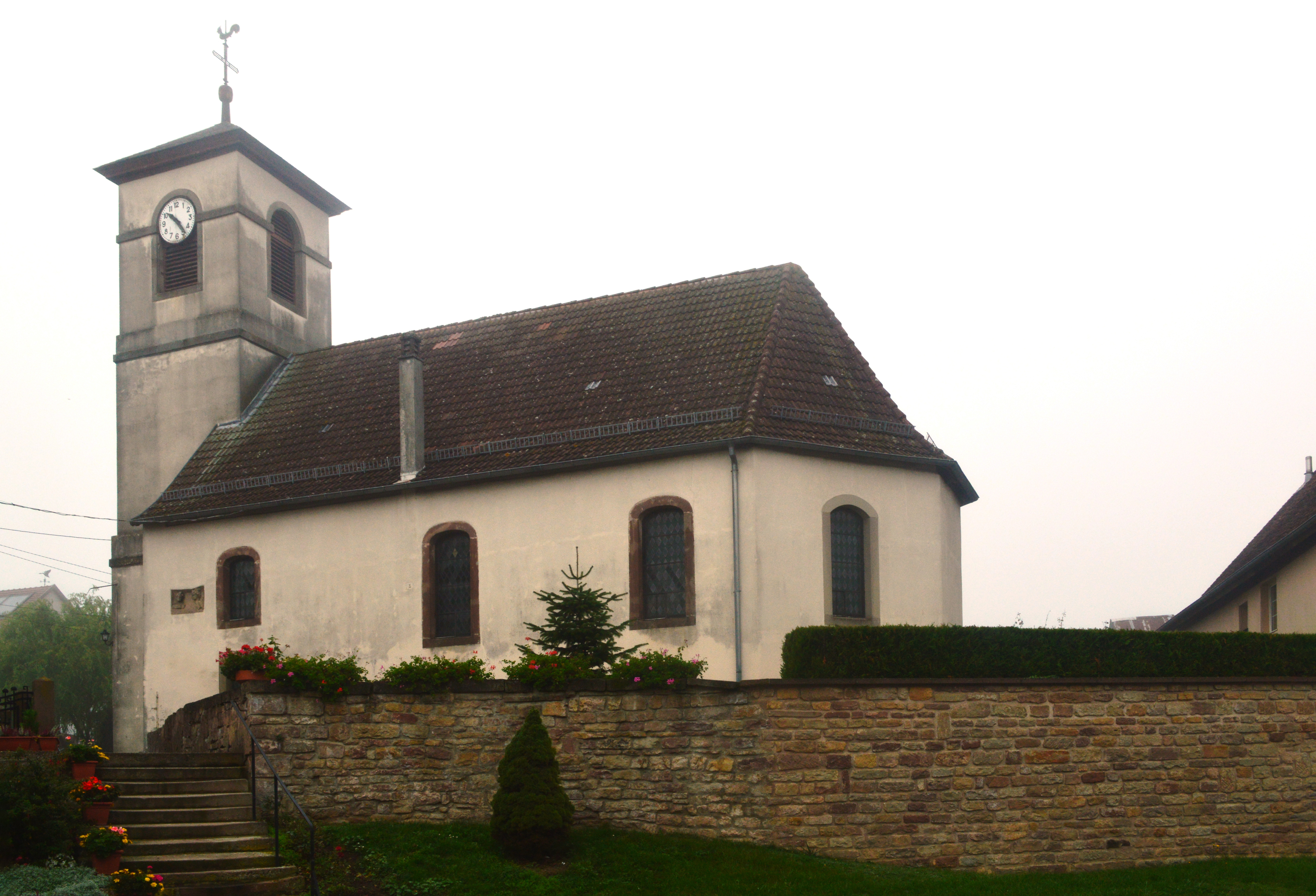
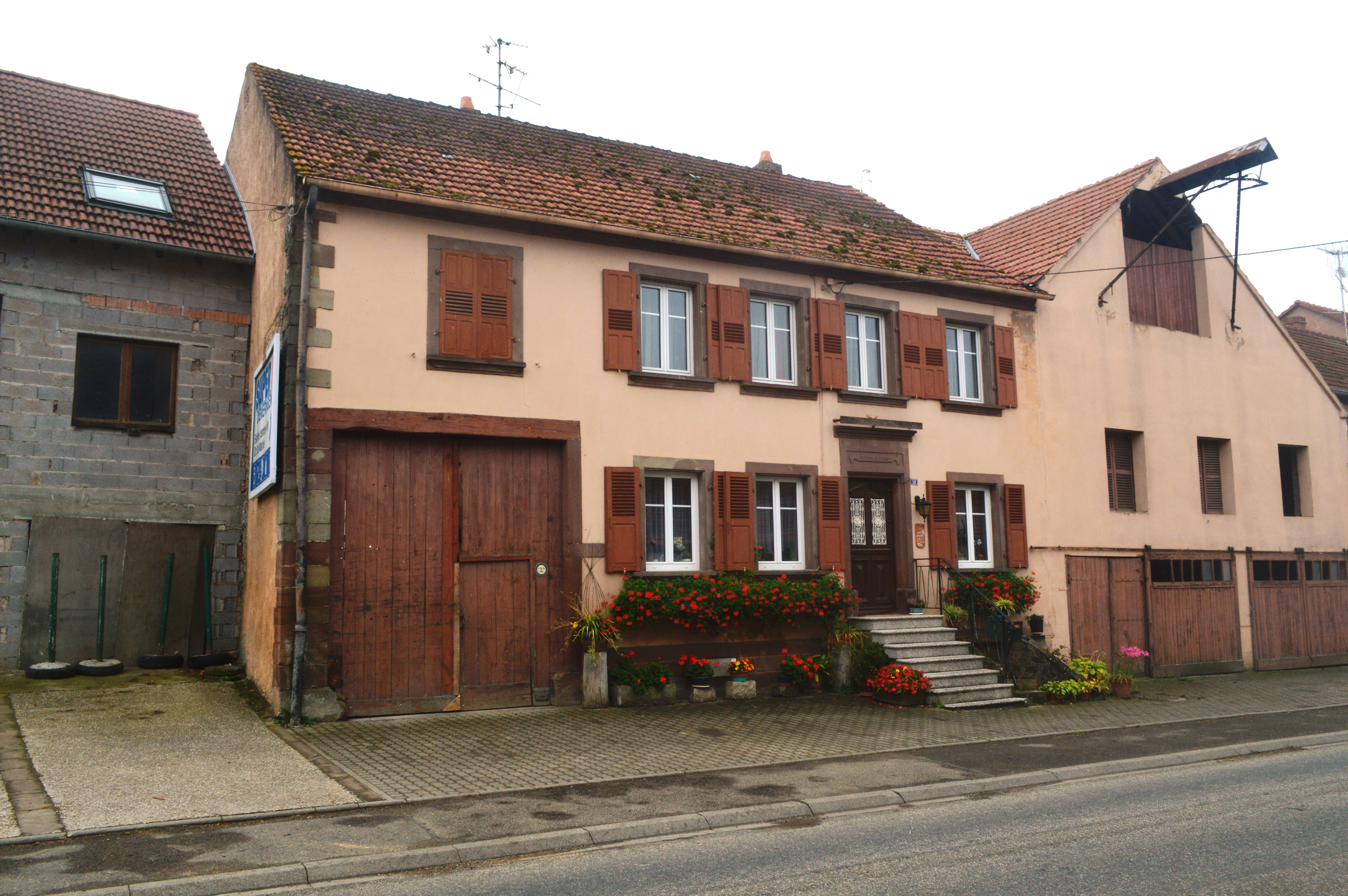

## وصلات خارجية
- صفحة البلدية على موقع المعهد الوطني للإحصاء والدراسات الاقتصادية